# 幽靈空間
《幽靈空間》（英語：Spectral）是一部2016年美國軍事科幻電影，運用了量子力學中玻色-愛因斯坦凝聚態的概念為題材，由尼克·馬蒂厄執導，這也是馬蒂厄的電影導演處女作。電影主演包括詹姆斯·貝吉·戴爾、馬克斯·馬丁尼、艾蜜莉·摩提默與布魯斯·格林伍德。該片於2016年12月9日在Netflix上發行。

## 劇情
故事敘述在一座戰亂的摩爾多瓦城市，一支三角洲部隊駐守於此，但他們發現某種無形的神秘生物潛伏於周遭，並接連殺害他們的士兵。使得一名工程師與該部隊必須為了存活，而與看不見的敵人戰鬥。
國防高級研究計劃局研究員馬克‧克萊因 (Mark Clyne) 被派往摩爾多瓦基希訥烏郊區的一個美國空軍基地向詹姆斯·奧蘭陸軍上軍領導的美國三角洲部隊提供一種高光譜成像護目鏡以協助美國支援摩爾多瓦政府打擊前政權叛軍，並調查三角洲特種部隊中士戴維斯的離奇被殺事件。憑借特殊的高光譜護目鏡，克萊因和其他操作員捕捉了導致中士被殺的是一種一碰斃命的特殊未知實體。但克萊因和所有操作員對於這種特殊「實體」的表現方式各執一詞，而中央情報局案件官員弗蘭·麥迪遜則斷定目擊者是穿著先進的光學迷彩服的叛軍，並接到上級命令取回他們的隱形技術樣本。
奧蘭將克萊恩和中情局隊員芙蘭·麥迪遜（Fran Madison）分配到由塞申斯少校（Major Sessions）領導的三角洲部隊特勤隊中去尋找在杜爾萊西失蹤的猶他小隊，並在那裡發現了猶他小隊倖存者康斯托克。隨後，全隊成員遭到一批「實體」的殘酷攻擊，這些「實體」無視任何槍械、爆炸衝擊和大多數阻隔的特點讓眾人無力招架。康斯托克亦被「實體」碰殺兼且部隊車輛全被毀滅讓隊伍頓時孤立無援。
無處可去的眾人只好撤到一家廢棄工廠，從中發現該工廠裡住著另一名倖存的猶他隊隊員陳和兩名摩爾多瓦兒童：薩里和博格丹，其已故的父親在其周圍放置了大量鐵板，以保護他們免受當地稱為「阿拉塔雷」(Aratare)的「實體」的侵害。眾人與空軍基地建立了無線電聯繫，並安排了撤離地點。然而，大量「實體」繞過鐵板陣並急速接近工廠而導致眾人必須撤離。他們使用自制的簡易爆炸裝置和裝有鐵屑的手榴彈來嘗試減慢「實體」的蔓延速度但無果。眾人只好在廢棄廣場正面對抗「實體」大軍以保護這個備用撤離點。在付出大量掩護登陸區的士兵和還有博格丹被「實體」輕易碰殺的慘痛代價才勉強讓眾人成功撤退。
與此同時，由於大量「實體」失控擴散導致空軍基地失守，三角洲部隊被迫撤到摩爾多瓦政府軍控制的民用掩體避難。利用從研究員薩裡(Sari)收集到的信息，克萊因推斷出這些很可能是由玻色-愛因斯坦凝聚體製成的，因此所有被「實體」碰殺的犧牲者當中呈現出身體器官被瞬間凍結而亡的結果，並且它們無法穿過鐵屑和陶瓷材料的特性才讓康斯托克在猶他隊突襲當中苟活，而坦克陶層裝甲鍍層也讓大多坦克成員免被「實體」衝擊碰殺。他與芙蘭和倖存的軍事工程師連夜工作，建造了一批陶瓷裝甲服和能打散凝聚物「實體」的特製電磁脈衝電漿炮。第二天早上，剩下的美軍成員離開掩體強攻被確定為「實體」失控首發地的的馬斯羅夫發電廠，藉此一舉徹底終結這場災難。
當士兵們在工廠屋頂上強攻分散「實體」注意力時，克萊恩和麥迪遜進入工廠下的一個實驗室，在那裡發現了凝結物「實體」是由為前政權工作的科學家以分子重排器大量生產。並以人類測試對象遺骸抽出的神經系統安放在一部部利用特製濃縮液以及強刺激強制維持神經系統活性的特殊機器當中，充當「實體」的控制系統並和在地下實驗室中央的「實體」儲存庫連成一體。但因為摩爾多瓦爆發內戰而導致安全措施受損，讓「實體」碰殺了在實驗室內部所有科學家和安全人員導致現在的災難。克萊恩和麥迪遜在中央儲存庫被毀之前設法啟動在儲存庫中央的神經連接器緊急切斷系統徹底中斷所有「實體」運作活性而終結災難，也拯救了還在上方被「實體」風暴猛烈衝擊、幾乎全軍覆沒的三角洲部隊成員。而克莱恩深信這批僅剩神經系統的人類實驗品每時每刻都處於痛苦當中兼且不能讓這種神經系統抽離保活技術在他國重新複製的危險，他在麥迪遜默許下逐個拔斷了還在運作的神經系統活性機器讓這批被強制夾在生死中間的原生命體最終安息。
隨著「實體」消失，美國和摩爾多瓦政府軍繼續從叛軍手中奪取這座城市的控制權，而國防部則考慮對狀態完整的玻色–愛因斯坦凝聚分子重排機進行逆向工程以用於戰時目的。選擇保守另一秘密的克萊恩與美國空軍部隊眾人告別後搭飛機返回家中。

## 演員
- 詹姆斯·貝吉·戴爾飾演馬克·克萊恩博士（Dr. Mark Clyne）
- 艾蜜莉·摩提默飾演芙蘭·麥迪遜（Fran Madison）
- 馬克斯·馬丁尼飾演賽欣斯少校（Major Sessions）
- 布魯斯·格林伍德飾演奧蘭多將軍（General Orland）
- 克雷恩·柯洛佛飾演托爾軍士（Sgt. Toll）

## 發行
最初，環球影業將負責發行本片，2016年8月12日在美國上映。2016年6月，該片的檔期被抽下。後來，Netflix收購了發行權，並於2016年12月9日在線上發行該片（全球）。

## 外部連結
官方
- （英文）Spectral （页面存档备份，存于）
- （中文）幽靈空間

影劇資料庫
- 互联网电影数据库（IMDb）上《幽靈空間》的资料（英文）
- 豆瓣电影上《幽靈空間》的資料 （简体中文）
- 爛番茄上《Spectral》的資料（英文）
- Metacritic上《Spectral》的資料（英文）
- AllMovie上《Spectral》的资料（英文）